# Marie Rottrová
Marie Rottrová (ur. 13 listopada 1941 w Gruszowie) – czeska piosenkarka, pianistka, kompozytorka i tekściarka.
Wykonała utwory Kůň bílý i Markétka, będące czeskimi wersjami piosenek Maryli Rodowicz.

## Życiorys
Urodziła się w rodzinie muzyków, jej ojciec był organistą, a matka piosenkarką. W młodości uczyła się śpiewu i gry na fortepianie.
Po ukończeniu szkoły średniej w Ostrawie znalazła się w finale lokalnego konkursu talentów. Od marca 1969 r. była stałym członkiem zespołu Flamingo.
W 1973 roku zajęła trzecie miejsce w ankiecie Zlatý slavík.
W 2024 roku została odznaczona Medalem Za Zasługi I stopnia.

## Dyskografia
- Flamingo (Supraphon 1970, reedycja Bonton 1996);
- This Is Our Soul (Supraphon/Artia 1971);
- Marie Rottrová (Supraphon 1972);
- Plameňáci a Marie Rottrová 75 (Supraphon 1976);
- Pěšky po dálnici (Supraphon 1977);
- Rhythm And Romance (Supraphon/Artia 1977);
- Ty, kdo jdeš kolem (Supraphon 1980);
- Muž č. 1 (Supraphon 1981);
- Marie Rottrová vypravuje pohádky Františka Nepila (Supraphon 1982);
- Já a ty (Supraphon 1983);
- 12 x Marie Rottrová (Supraphon 1985);
- Mezi námi (Supraphon 1986);
- Marie & spol. (Supraphon 1987);
- Divadélko pod věží (Supraphon 1988);
- Soul Feeling (Supraphon 1988);
- Důvěrnosti (Supraphon 1989);
- Chvíli můj, chvíli svůj (Monitor 1993);
- Jeřabiny (B & M Music 1995);
- Neberte nám princeznú (soundtrack, BMG 2001);
- Ty, kdo jdeš kolem (kompilacja, Sony Music Bonton 2001);
- Podívej (BMG 2001);
- Všechno nejlepší... (kompilacja, Supraphon 2003).

Źródło: .